# العلاقات الكولومبية الميكرونيسية
العلاقات الكولومبية الميكرونيسية هي العلاقات الثنائية التي تجمع بين كولومبيا وولايات ميكرونيسيا المتحدة.

## مقارنة بين البلدين
هذه مقارنة عامة ومرجعية للدولتين:
| وجه المقارنة                                              | كولومبيا        | ولايات ميكرونيسيا المتحدة |
| --------------------------------------------------------- | --------------- | ------------------------- |
| المساحة (كم2)                                             | 1.14 مليون      | 702                       |
| عدد السكان (نسمة)                                         | 49.07 مليون     | 105.54 ألف                |
| الكثافة السكانية (ن./كم²)                                 | 43.04           | 15.03 ألف                 |
| العاصمة                                                   | بوغوتا          | باليكير                   |
| اللغة الرسمية                                             | اللغة الإسبانية | لغة إنجليزية              |
| العملة                                                    | بيزو كولومبي    | دولار أمريكي              |
| الناتج المحلي الإجمالي (بليون دولار)                      | 309.19 مليار    | 336.43 مليون              |
| الناتج المحلي الإجمالي (تعادل القوة الشرائية) بليون دولار | 724.96 مليار    | 365.27 مليون              |
| الناتج المحلي الإجمالي الاسمي للفرد دولار أمريكي          | 7.60 ألف        | 3.02 ألف                  |
| الناتج المحلي الإجمالي للفرد دولار أمريكي                 | 13.36 ألف       |                           |
| مؤشر التنمية البشرية                                      | 0.720           | 0.640                     |
| رمز المكالمات الدولي                                      | +57             | +691                      |
| رمز الإنترنت                                              | .co             | .fm                       |
| المنطقة الزمنية                                           | 00              |                           |

## منظمات دولية مشتركة
يشترك البلدان في عضوية مجموعة من المنظمات الدولية، منها:
| علم المنظمة | اسم المنظمة                               | تاريخ انضمام كولومبيا | تاريخ انضمام ولايات ميكرونيسيا المتحدة |
| ----------- | ----------------------------------------- | --------------------- | -------------------------------------- |
|             | منظمة حظر الأسلحة الكيميائية              | ?                     | ?                                      |
|             | البنك الدولي للإنشاء والتعمير             | 24 ديسمبر 1946        | 24 يونيو 1993                          |
|             | المركز الدولي لتسوية المنازعات الاستشارية | 14 أغسطس 1997         | 24 يوليو 1993                          |
|             | الأمم المتحدة                             | 5 نوفمبر 1945         | 17 سبتمبر 1991                         |
|             | يونسكو                                    | 31 أكتوبر 1947        | 19 أكتوبر 1999                         |
|             | وكالة ضمان الاستثمار متعدد الأطراف        | 30 نوفمبر 1995        | 11 أغسطس 1993                          |
|             | مؤسسة التنمية الدولية                     | 16 يونيو 1961         | 24 يونيو 1993                          |
|             | مؤسسة التمويل الدولية                     | 20 يوليو 1956         | 24 يونيو 1993                          |
|             | الاتحاد الدولي للاتصالات                  | 25 أغسطس 1914         | 18 مارس 1993                           |